# Giuseppe Castelli (calciatore 1920)
Giuseppe Castelli (Pavia, 16 aprile 1920 – settembre 1984) è stato un calciatore italiano, di ruolo mediano.

## Carriera
Dopo aver militato nella Pavese, gioca in Serie B con la Cremonese.
Nel dopoguerra disputa due campionati di Serie B con il Varese, due di Serie C con il Pavia e un altro di Serie C con il Toma Maglie.

## Palmarès

### Club

#### Competizioni nazionali
- Serie B: 1

Liguria: 1940-1941
- Serie C: 2

Cremonese: 1941-1942
Toma Maglie: 1951-1952